# William Carlos Williams

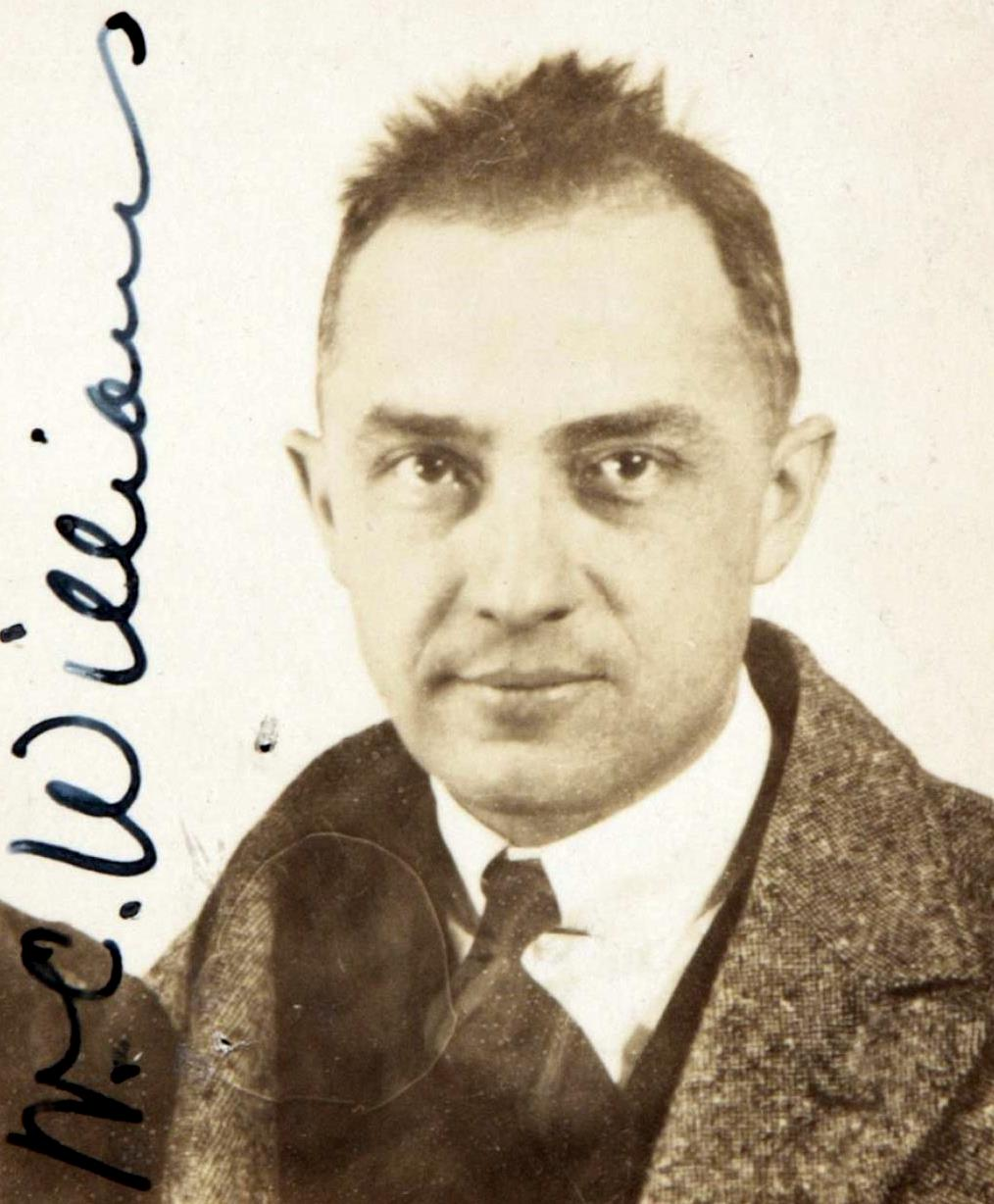
William Carlos Williams in 1921

William Carlos Williams (Rutherford, 17 september 1883 - aldaar, 4 maart 1963) is een van de belangrijke Amerikaanse dichters van de eerste helft van de 20e eeuw. In 1963 ontving hij de Pulitzerprijs voor poëzie. Hij studeerde medicijnen aan de Universiteit van Pennsylvania en begon zijn eigen praktijk in zijn woonplaats Rutherford (New Jersey).
Tijdens zijn studie was Williams al begonnen met het schrijven van gedichten. Hij werd daarbij zeer beïnvloed door Ezra Pound die hij op de universiteit had leren kennen. Pound speelde ook een belangrijke rol bij de publicatie van Williams' boek The Tempers in 1913, dat zijn talenten als dichter voor het eerst blootlegde. Williams ontwikkelde een duidelijk idee van waaruit hij zijn gedichten schreef. Hij wilde naar een typisch Amerikaanse poëzie: uitgaand van de Amerikaanse taal en zich baserend op het alledaagse leven in Amerika. Hij zette zich dan ook af tegen een dichter als T.S. Eliot die hij te Europees vond. Williams wilde een heel directe poëzie die aansloot bij de werkelijkheid zoals ze is, en hij had dan ook een afkeer van het gebruik van metaforen en symbolisme in poëzie.
De invloed van Williams als dichter groeide langzaam in de jaren 20 en 30. In de jaren 50 ontstond een heel nieuwe belangstelling voor Williams toen hij door dichters van de Beat Generation, zoals Allen Ginsberg, speciale waardering kreeg.
Na een hartaanval in 1948 ging zijn gezondheid sterk achteruit maar Williams bleef schrijven tot zijn dood.
In 2006 verscheen Even dit, een omvangrijke bloemlezing uit de poëzie van William Carlos Williams, vertaald en ingeleid door Huub Beurskens, in een tweetalige uitgave bij Meulenhoff. 

## Werk

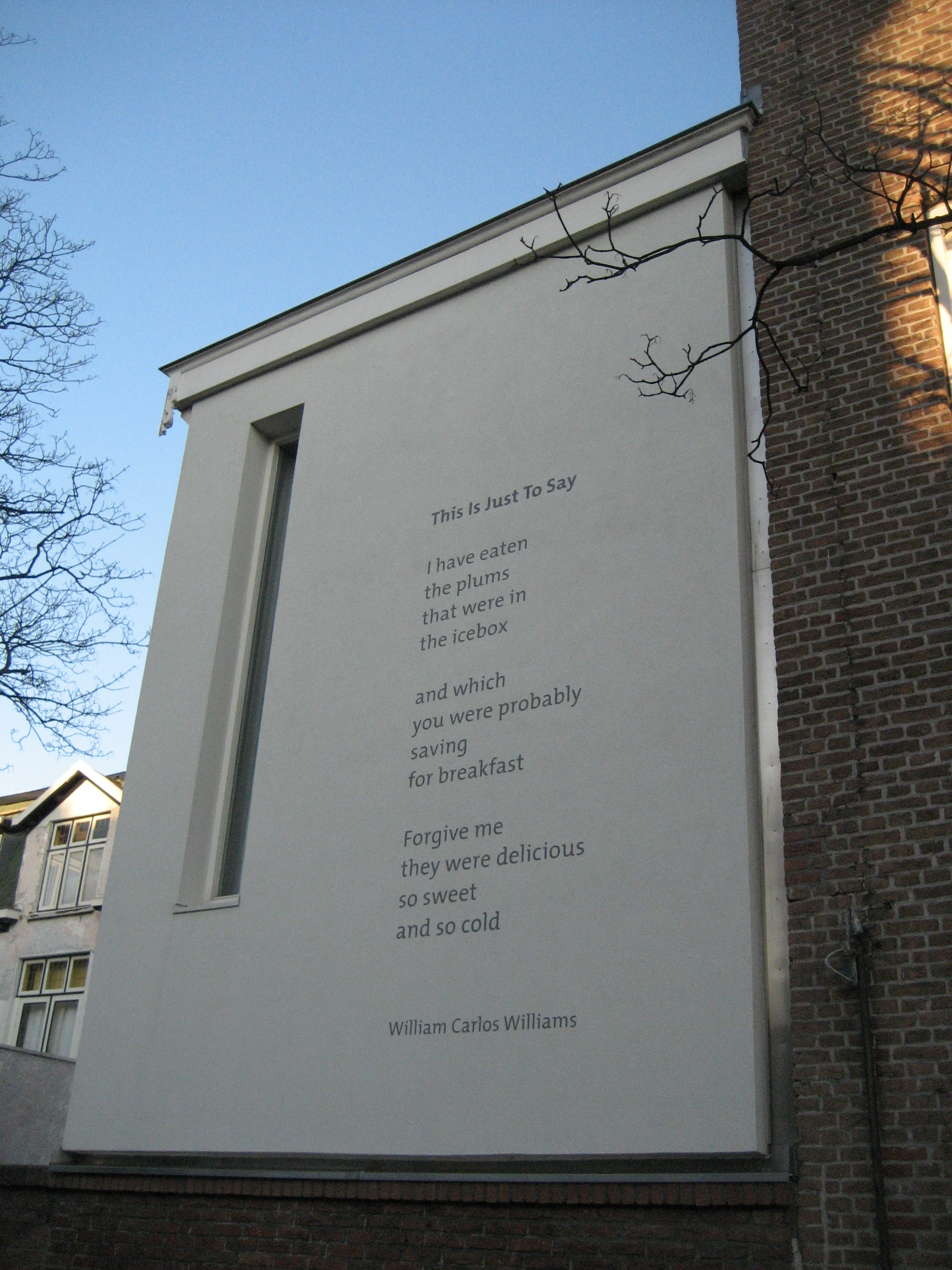
This Is Just To Say
(muurgedicht in Den Haag)

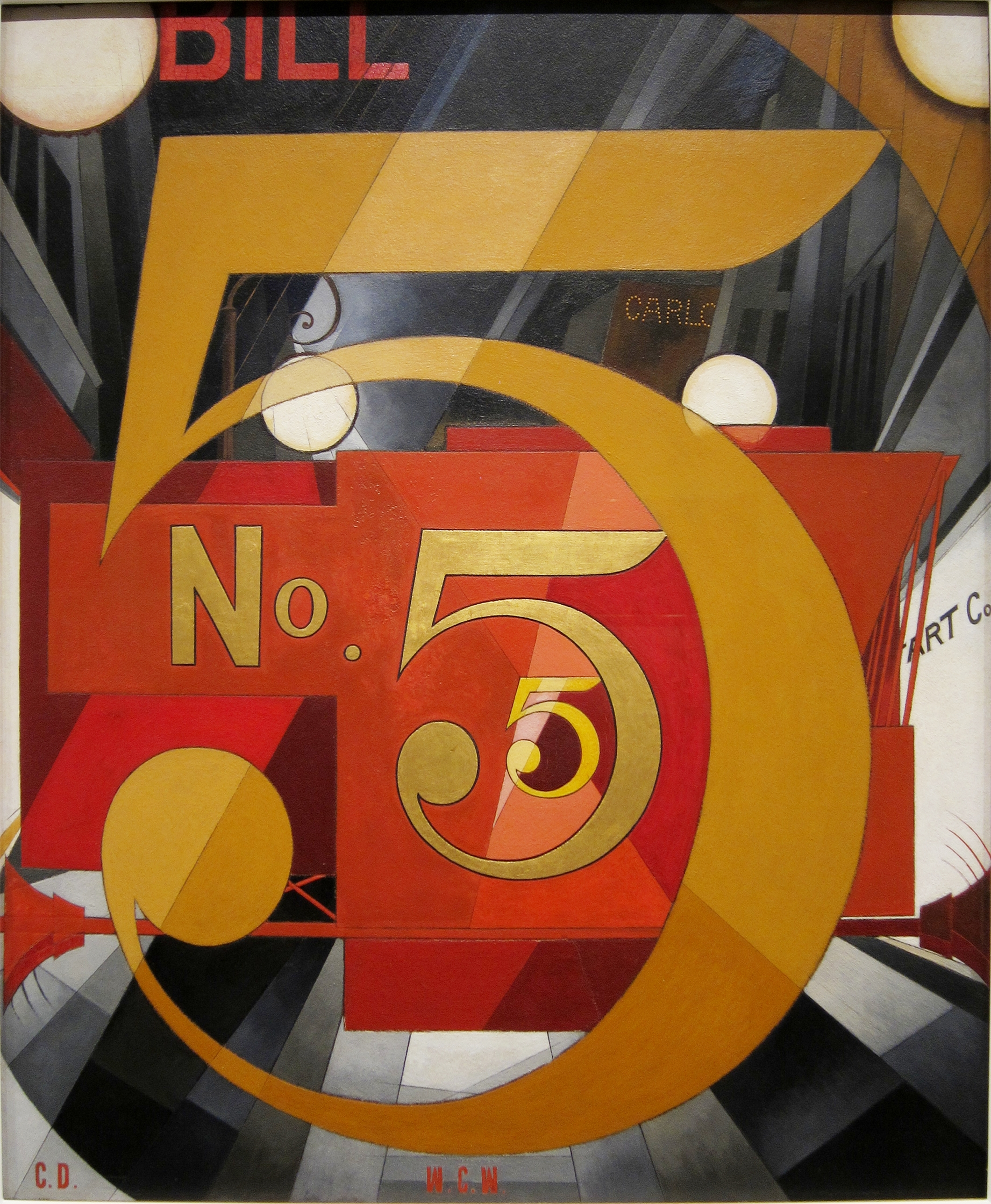
I saw the figure 5 in gold. Charles Demuth 1928.
The Great Figure
Among the rain
and lights
I saw the figure 5
in gold
on a red
firetruck
moving
tense
unheeded
to gong clangs
siren howls
and wheels rumbling
through the dark city.
William Carlos Williams 1920.

### Poëzie
- Poems (William Carlos Williams)|Poems (1909)
- The Tempers (1913)
- Al Que Quiere (1917)
- Kora in Hell. Improvisations (1920, repr. 1973)
- Sour Grapes (1921)
- Go Go (1923)
- Spring and All (1923; repr. 1970)
- The Cod Head (1932)
- Collected Poems, 1921-1931 (1934)
- An Early Martyr and Other Poems (1935)
- Adam & Eve & The City (1936)
- The Complete Collected Poems of William Carlos Williams, 1906-1938 (1938)
- The Broken Span (1941)
- The Wedge (1944)
- Paterson (Boek I, 1946; Boek II, 1948; Boek III, 1949; Boek IV, 1951; Boek V, 1958)
- Clouds, Aigeltinger, Russia (1948)
- The Collected Later Poems (1950); rev. ed.1963)
- Collected Earlier Poems (1951; rev. ed., 1966)
- The Desert Music and Other Poems (1954)
- Journey to Love (1955)
- Pictures from Brueghel and Other Poems (1962)
- Paterson (Books I-V in one volume, 1963)
- Imaginations (1970)
- Collected Poems: Volume 1, 1909-1939 (1988)
- Collected Poems: Volume 2, 1939-1962 (1989)
- Early Poems (1997)

### Proza
- Kora in Hell (1920)
- The Great American Novel (1923)
- In the American Grain (1925, 1967, herdrukt New Directions 2004)
- Novelette and Other Prose (1932)
- Autobiography (1951; 1967)
- Selected Essays (1954)
- The Selected Letters of William Carlos Williams (1957)
- I Wanted to Write a Poem: The Autobiography of the Works of a Poet (1958)
- Yes, Mrs. Williams: A Personal Record of My Mother (1959)
- Imaginations (1970)
- The Embodiment of Knowledge (1974)
- Interviews With William Carlos Williams: "Speaking Straight Ahead" (1976)
- A Recognizable Image: William Carlos Williams on Art and Artists (1978)
- Pound/Williams: Selected Letters of Ezra Pound and William Carlos Williams (1996)
- The Letters of Denise Levertov and William Carlos Williams (1998)
- William Carlos Williams and Charles Tomlinson: A Transatlantic Connection (1998)

### Fictie
- A Voyage to Pagany (1928; repr. 1970)
- The Knife of the Times, and Other Stories (1932; repr. 1974)
- White Mule (1937; repr. 1967)
- Life along the Passaic River (1938)
- In the Money (1940; repr. 1967)
- Make Light of It: Collected Stories (1950)
- The Build-Up (1952)
- The Farmers' Daughters: Collected Stories (1961)
- The Collected Stories of William Carlos Williams (1996)

### Drama
- Many Loves and Other Plays: The Collected Plays of William Carlos Williams (1961)

### Verder
- De inleiding op Howl door Allen Ginsberg (1955)

- Bibsys: 90072484
- Biblioteca Nacional de Chile: 000109277
- Biblioteca Nacional de España: XX1108093
- Bibliothèque nationale de France: cb119292438 (data)
- Catàleg d'autoritats de noms i títols de Catalunya: 981058518933906706
- CiNii: DA01321101
- Gemeinsame Normdatei: 11877199X
- International Standard Name Identifier: 0000 0001 2125 8439
- Library of Congress Control Number: n79060075
- Nationale Bibliotheek van Letland: 000091811
- MusicBrainz: 8ae84d54-44ab-45ea-8f6f-f88753286b97
- Bibliotheek van het Japanse parlement: 00477290
- Nationale Bibliotheek van Tsjechië: xx0000708
- Nationale bibliotheek van Australië: 35610961
- Nationale Bibliotheek van Israël: 987007270056405171
- Nationale Bibliotheek van Polen: a0000002691486
- Nationale en Universitaire bibliotheek Zagreb: 000057855
- Nederlandse Thesaurus van Auteursnamen: 068608551
- Réseau des bibliothèques de Suisse occidentale: 02-A003977595
- Istituto Centrale per il Catalogo Unico: CFIV053744
- LIBRIS: 208910
- SNAC: w6gn8xd9
- Système universitaire de documentation: 027197689
- Trove: 1014194
- Union List of Artist Names: 500340137
- Virtual International Authority File: 29542054
- WorldCat: E39PBJwxPQt4DjqCDr74Xgrwmd